# Chiesa della Trinità (Berlino)
La chiesa della Trinità (in tedesco Trinitatis-Kirche) è una chiesa evangelica di Berlino, sita nel quartiere di Charlottenburg.
Costruita dal 1896 al 1898 in stile neogotico, è posta sotto tutela monumentale (Denkmalschutz).

## Storia

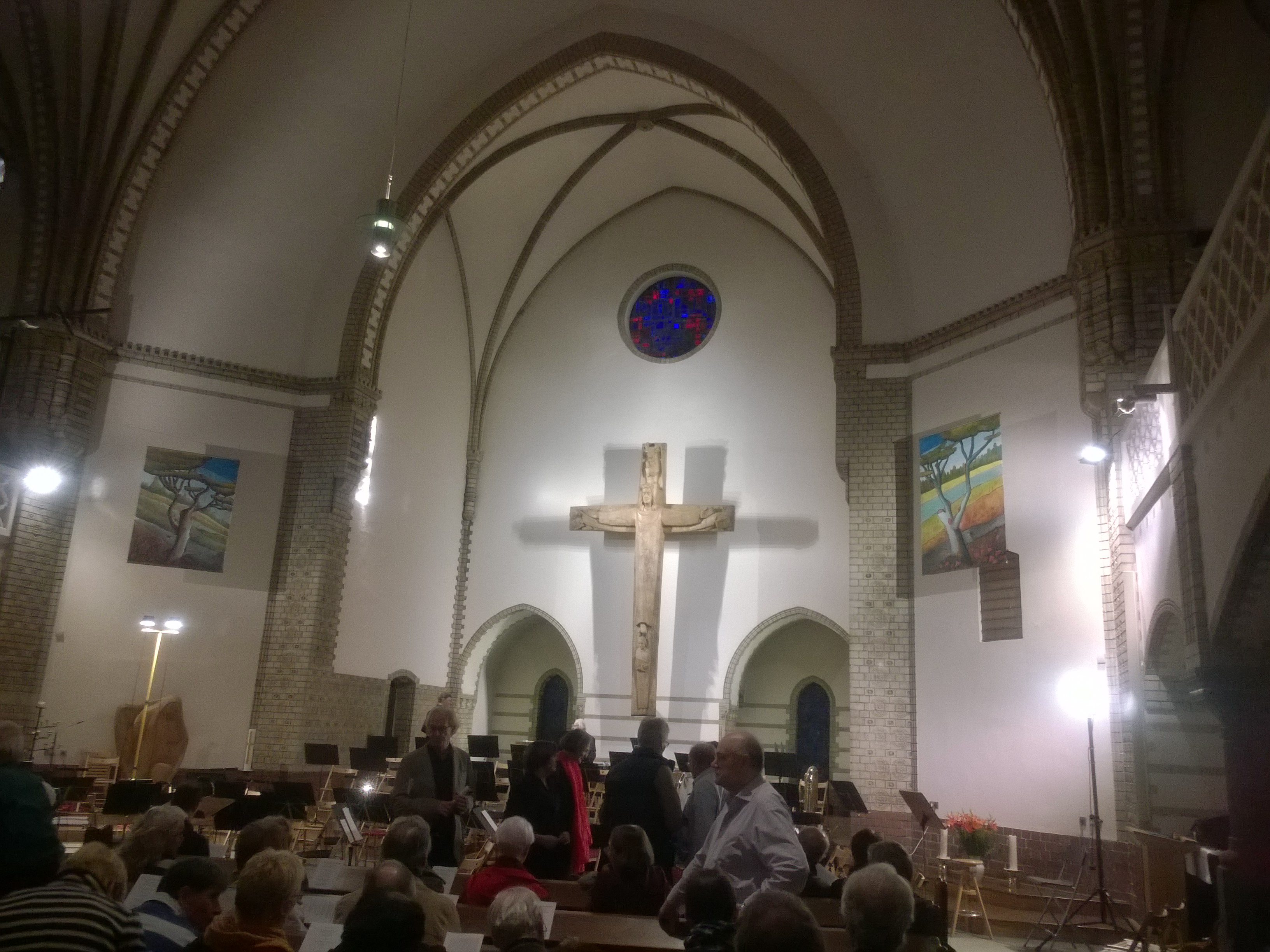
L'interno

Alla fine del XIX secolo, la crescita demografica della città di Charlottenburg rese necessaria l'istituzione di una nuova parrocchia per servire le zone a sud di Bismarckstraße, fino ad allora appartenenti alla parrocchia della Luisenkirche.
Per la progettazione della nuova chiesa venne indetto un concorso a inviti, a cui parteciparono gli architetti Schwechten, Spitta e Vollmer-Jassoy; l'incarico fu assegnato a questi ultimi.
I lavori ebbero inizio con la posa della prima pietra, il 1º ottobre 1896, e si conclusero due anni dopo. La chiesa fu consacrata nella terza domenica di Avvento del 1898 ed eretta in parrocchia l'anno seguente.
Durante la seconda guerra mondiale la chiesa subì gravi danni, anche se a differenza di molti altri casi rimase intatta la torre di facciata; i lavori di riparazione, guidati dall'architetto Erich Ruhtz, iniziarono nel 1951 e si protrassero fino alla riconsacrazione l'8 marzo 1953; negli anni successivi si completò la decorazione interna, compiuta nel 1969.
Ulteriori modifiche si ebbero negli anni novanta del XX secolo.

## Caratteristiche

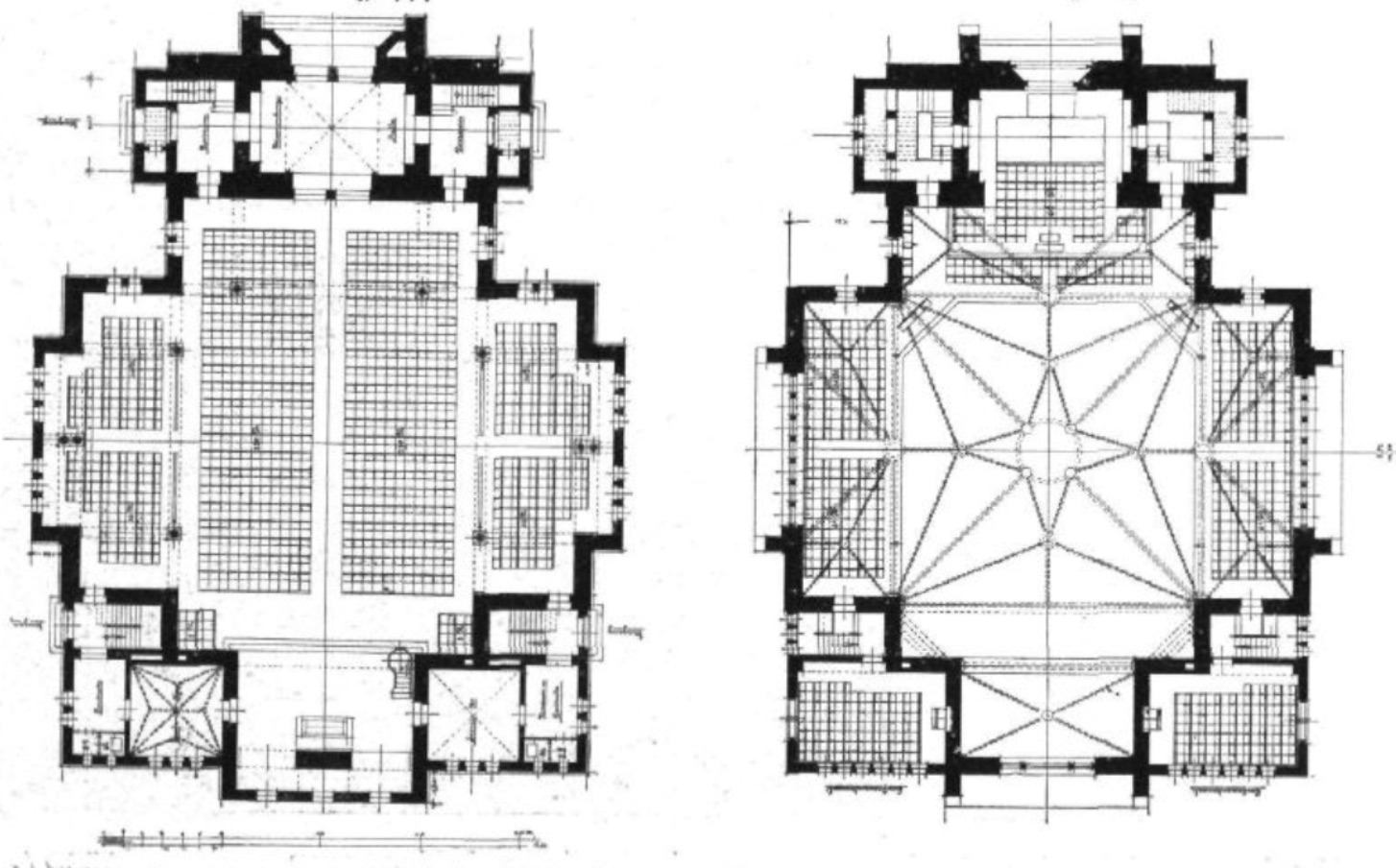
Pianta della chiesa

La chiesa è posta in posizione isolata al centro di una piazza ornata da giardini (il Karl-August-Platz), con facciata sul lato ovest dominata da una torre alta 70 m.
Il disegno riprende molti elementi architettonici delle chiese gotiche della Marca di Brandeburgo, combinati però in modo eclettico; anche le masse edilizie, plasticamente differenziate ad evidenziare le varie parti della costruzione, denotano un particolare sforzo creativo degli architetti.
La pianta è a croce greca, coperta da una grande volta a crociera di 15 m di luce.
All'interno si conservano alcune sculture in legno dell'artista Otto Flath; fra esse spicca un grande crocifisso, alto 5,40 m, che domina il presbiterio. Notevoli anche le vetrate, opera degli artisti berlinesi Kirchberger, Bader, Berndt ed Ebeling.